# 名誉法廷
名誉法廷(ドイツ語: Ehrenhof)は、ナチス・ドイツで設置された裁判所である。

## 概要
名誉法廷は、1944年8月2日にアドルフ・ヒトラーによる総統命令で設置された 。法廷はドイツ国防軍陸軍の元帥及び将官によって構成されていた。
1944年7月20日、ドイツ陸軍参謀大佐であったクラウス・フォン・シュタウフェンベルクらによるヒトラー暗殺計画・7月20日事件が起こった。これをうけ、計画に加担した軍人を裁くこととなったが、軍籍にある者は通常ライヒ戦争裁判所の公判（早い話、軍法会議のこと）に付される。しかしヒトラーは計画に加担した軍人を人民法廷で裁くよう命じた。そのため不逮捕特権の剥奪も兼ねて一度軍籍を剥奪する必要が生じ、名誉法廷の設置に至った。
名誉法廷では7月20日事件に加担したとして55人の軍籍が剥奪され、ローラント・フライスラーが裁判長を務める人民法廷へ送られた。

## 構成
階級は名誉法廷設置当時
- ゲルト・フォン・ルントシュテット陸軍元帥 (議長)
- アウグスト・フォン・マッケンゼン陸軍元帥
 (名誉委員)
- ヴィルヘルム・カイテル陸軍元帥
- ハインツ・グデーリアン上級大将
- ヴァルター・シュロート歩兵大将
- カール・クリーベル（ドイツ語版）歩兵大将
- カール＝ヴィルヘルム・シュペヒト（ドイツ語版）中将
- ハインリヒ・キルヒハイム（ドイツ語版）中将